# Arkona

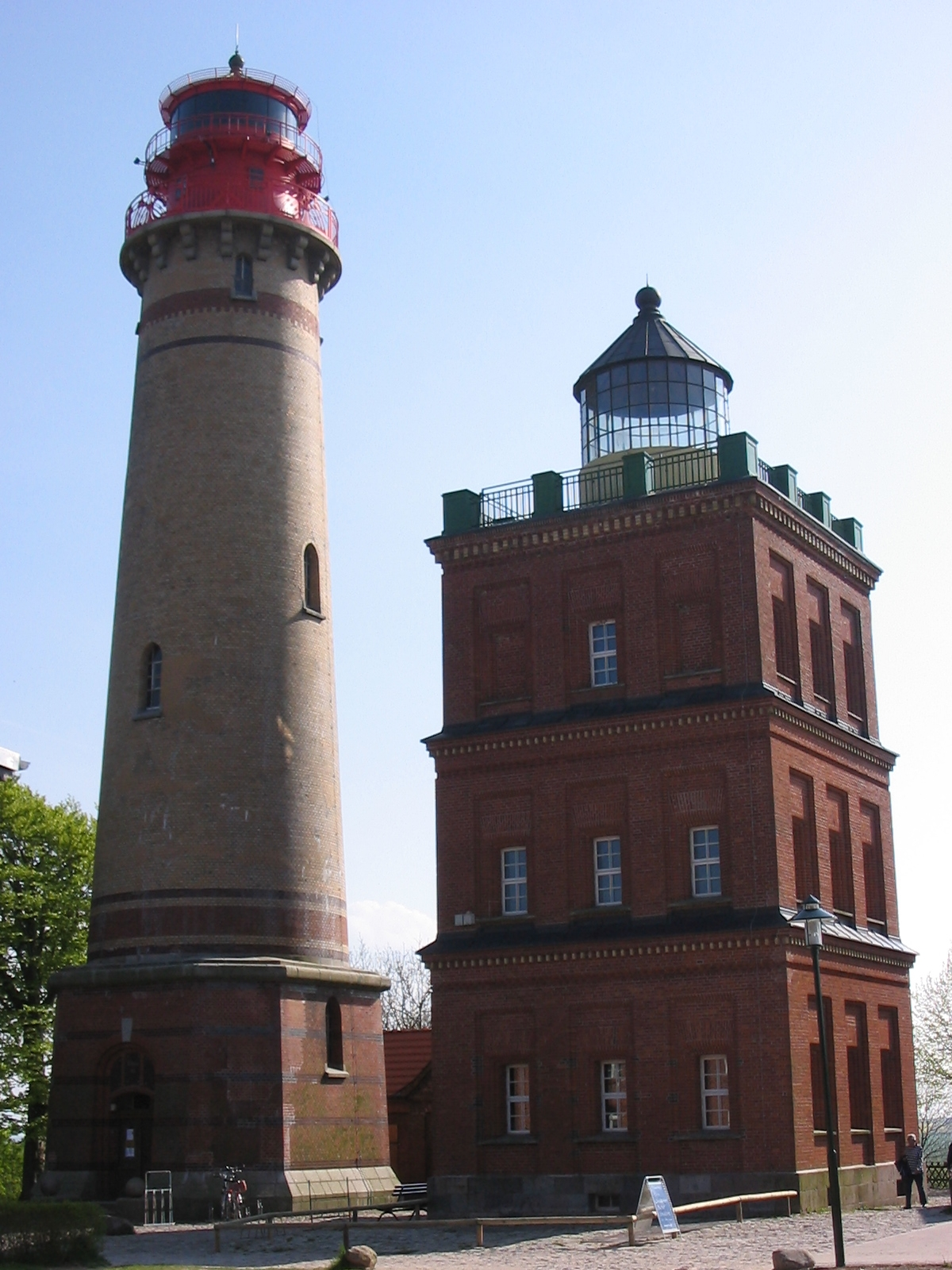
Majáky na Arkoně

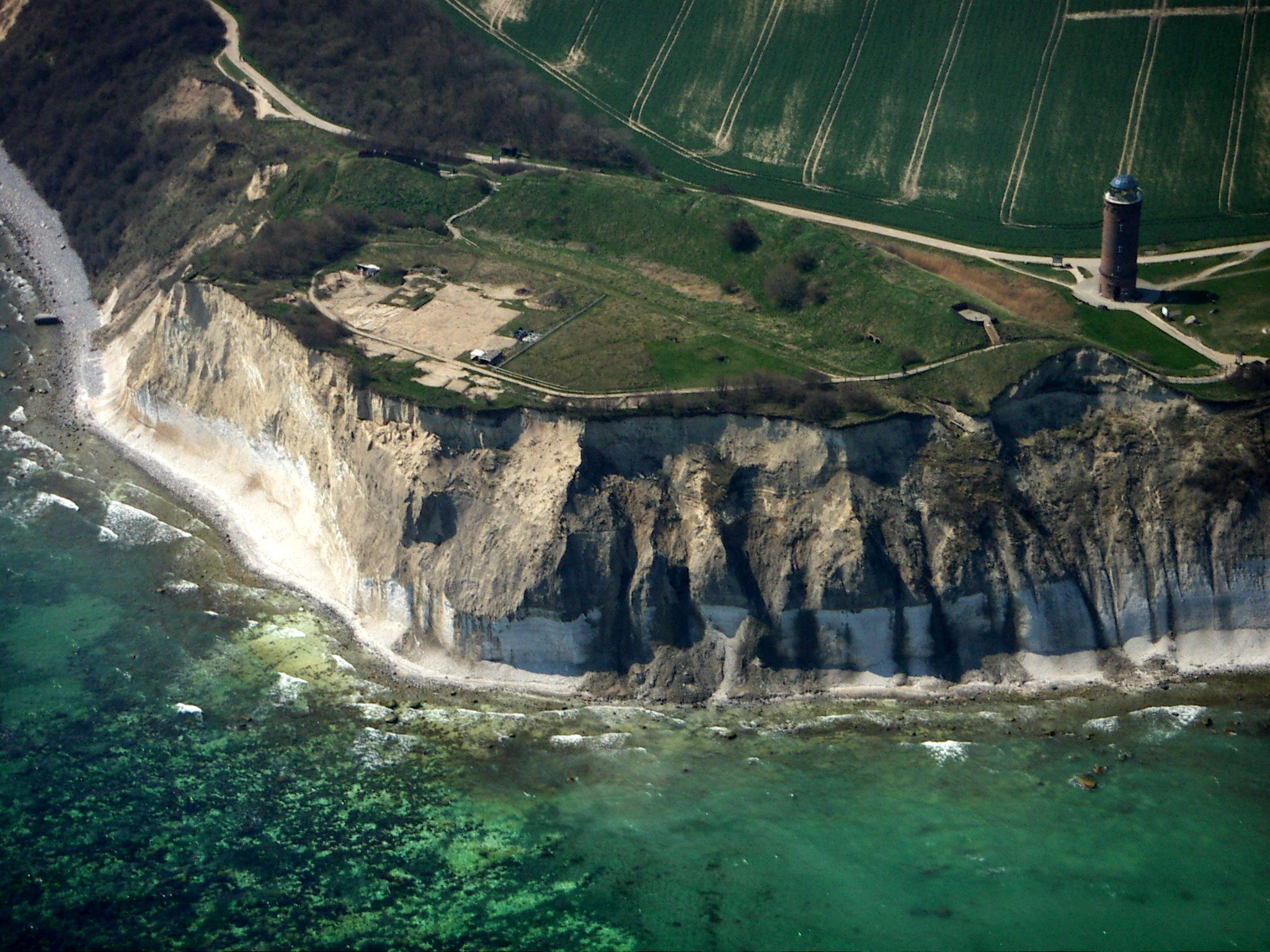
Pozůstatky hradiště na mysu Arkona

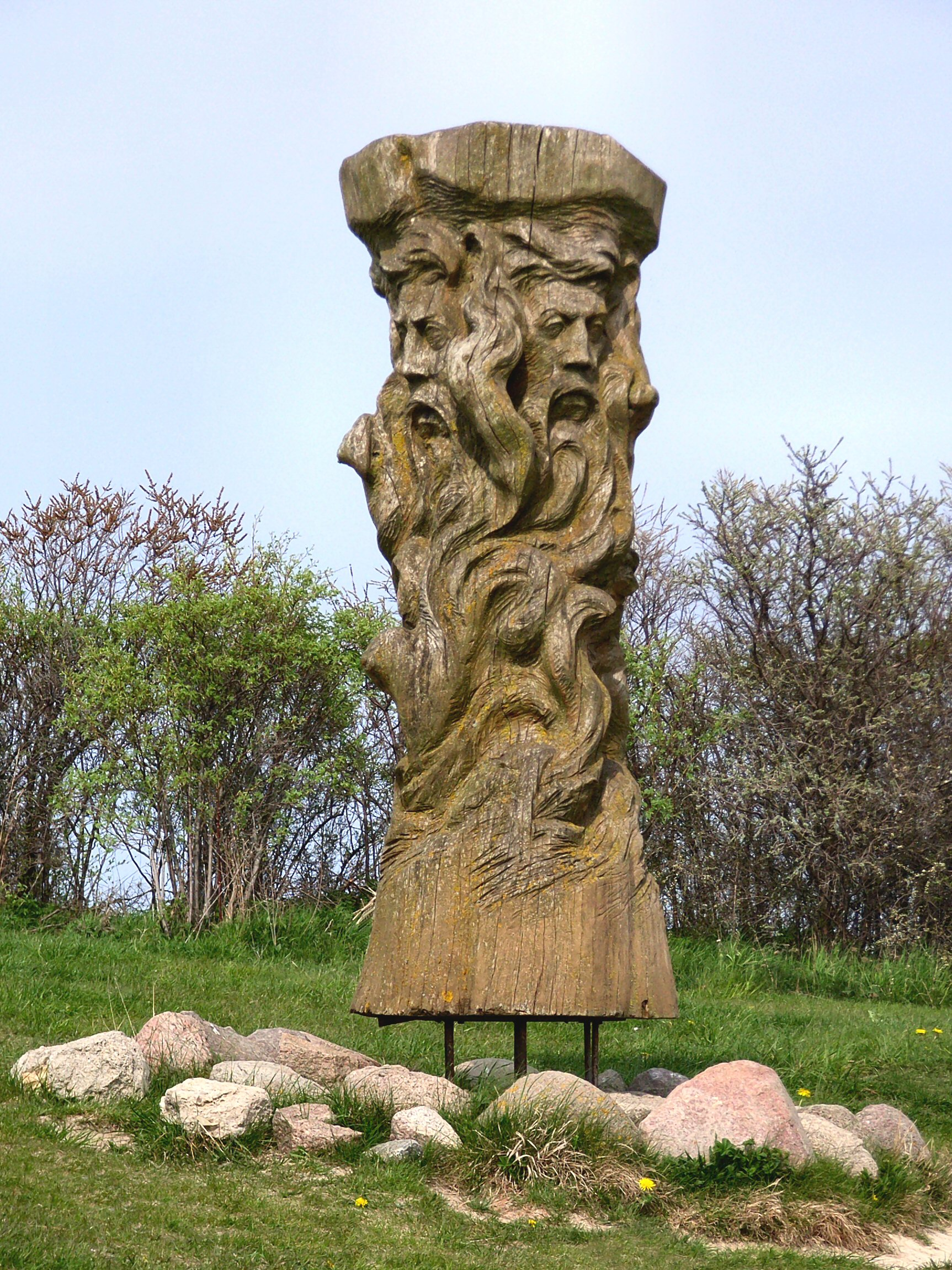
Novodobá socha Svantovíta na mysu Arkona

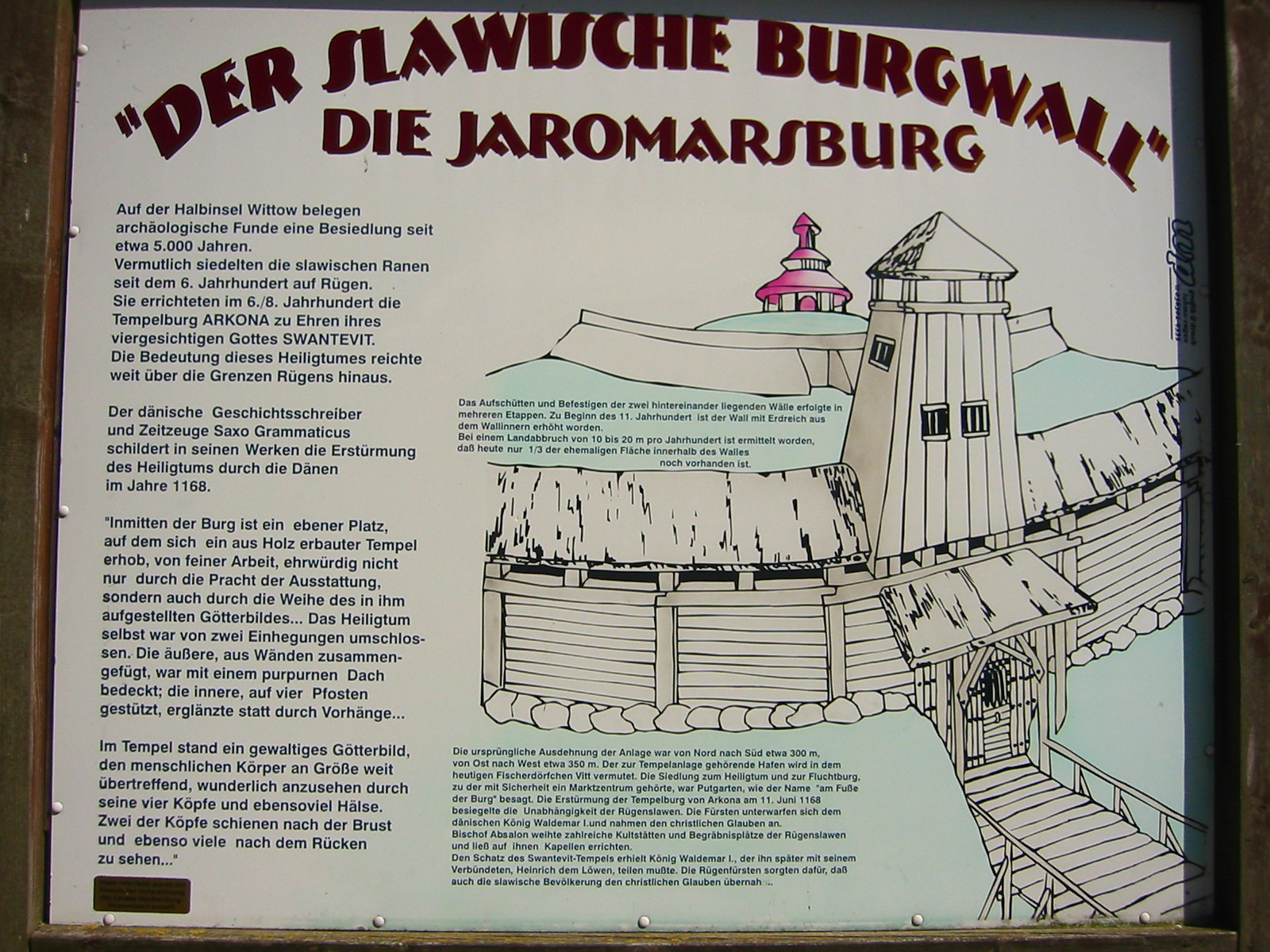
Slovanský chrám na německé informační ceduli

Arkona (německy Kap Arkona) je 45 metrů vysoký mys na ostrově Rujána v německé spolkové zemi Meklenbursko-Přední Pomořansko. Tvoří špici poloostrova Wittow a leží jen pár kilometrů severně od Národního parku Jasmund. Na mysu se nachází dva majáky, dva komplexy vojenských bunkrů a několik zařízení pro turisty.
Mys je pojmenován po chrámu slovanského boha Svantovíta a přilehlém chrámovém městě, které bylo vyvráceno roku 1168 dánským králem Valdemarem I. Do té doby fungovala Arkona jako mocenské a náboženské centrum polabského kmene Ránů a byla poslední výspou organizovaného slovanského kultu.

## Historie
Chrám byl postaven nejpozději na přelomu 8. a 9. století a později kolem něj vzniklo město. V 11. a 12. století, kdy se kmen Ránů stal dominantní silou v oblasti, dosáhla Arkona největšího rozmachu. Místním kněžím plynul tribut od poražených nepřátel. Poplatky a dary měly plynout „ze všech slovanských zemí“ a také od cizích kupců a panovníků. Chrám byl také významnou věštírnou, které se tázalo i kvůli politickým záležitostem, včetně otázek války a míru. Svatyně byla střežena družinou tří set jezdců a směl do ní vstoupit pouze kněz, který musel mít zadržený dech.
Komplex sestával z vícedílného hradiště s akropolí, v jejímž středu stál podle Saxona Grammatica dřevěný velice pěkný chrám, těšící se oblibě nejen pro okázalou bohoslužbu, nýbrž i pro sochu boha uvnitř umístěnou. Ohrada chrámová na vnější straně poutala pozornost bohatými řezbami, obsahujícími různé malování… V ní toliko jeden vchod se příchozím otvíral. Svatyni samu naopak obklopovala dvojí přepážka, z nichž vnější ze stěn utvořená nesla střechu, kdežto vnitřní o čtyřech sloupech místo stěn skvěla se visutými oponami… Ve svatyni stála ohromná modla.
Zánik Arkony započal 19. května 1168, kdy byla obležena a 15. června, tedy na svátek sv. Víta, dobyta dánským králem Valdemarem I. Ten nechal sochu Svantovíta rozřezat na kousky a spálit a kromě toho se zmocnil chrámového pokladu. Pohrůžkou násilím je přinutil ke zřeknutí se slovanského náboženství a přijetí křtu. Následně vyčlenil prostředky na stavbu dvanácti kostelů.
Svatyně se později i s částí mysu zřítila do moře, což zabránilo podrobnému archeologickému zkoumání. Stopy vnitřního opevnění hradiště byly nalezeny Carlem Schuchhardtem roku 1921. Později však také byly nalezeny kosti obětovaných zvířat, především ovcí, prasat, koz a volů a pozůstatky sedmnácti obětí lidských.